# Споменица Удружења Ратних инвалида
Споменица Удружења Ратних инвалида је била споменица коју је додјељивало Удружење Ратних инвалида. Пошто није класично одликовање њено оснивање није пратио законски текст, тако да није позната година оснивања,

## Истоpија
Удружење ратних инвалида Краљевине Срба, Хрвата и Словенаца, односно Краљевине Југославије, исковало је споменицу од позлаћене бронзе. Споменица има облик женевског крста. Између кракова крста су двије укрштене заставе. У средини лица је округли медаљон с попрсјима у лијевом профилу краља Александра I Карађорђевића и команданта савезничких војски на солунском фронту, касније почасног војводе југословенске војске, француског маршала Луја Франшеа д’Епереа (1836-1942.), који је командовао и војскама у Подунављу 1918-1920. године, а посебно Барањом.

## Изглед
У водоравним краковима крижа на наличју налази се натпис: КЛУБ ОФИЦИРА ИНВАЛИДА И РАТНИКА / БОЛЕСНИХ И ОСАКАЋЕНИХ - ЈУГОСЛАВИЈА/ ЗАХВАЛНОСТ. Изнад горњег крака крста је декоративна ушица. Трака је троугласта, црвено-бијело-црвених пруга исте ширине, које по средини имају по једну уску плаву пругу.